# Parisina d'Este

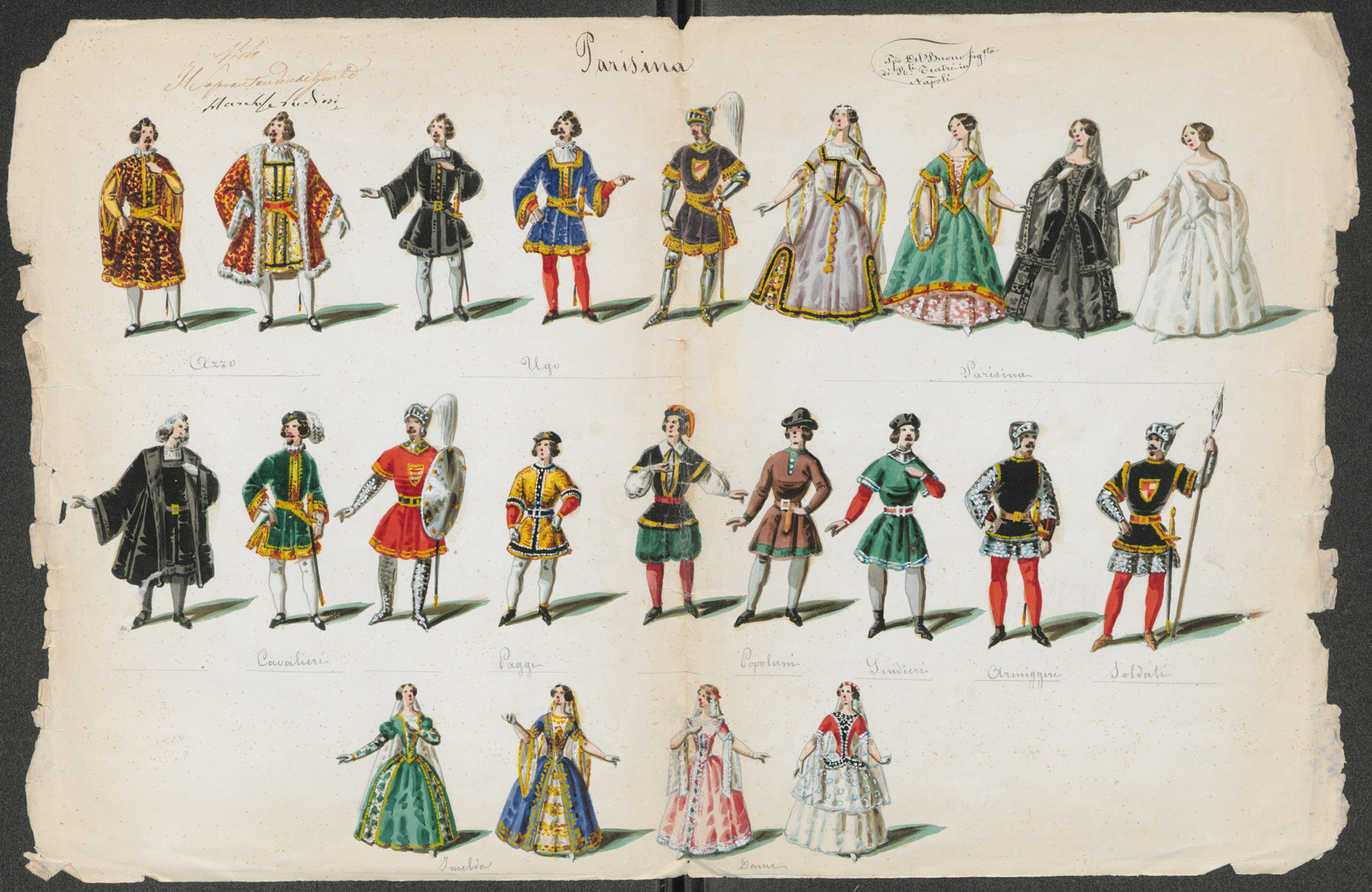
Kostymer till föreställningar i Neapel 1841-1860.

Parisina d'Este är en italiensk opera i tre akter med musik av Gaetano Donizetti och libretto av Felice Romani efter lord Byrons dikt Parisina (1816).

## Historia
Operan hade premiär den 17 mars 1833 på Teatro Pergola i Florens.

## Personer
- Parisina, hustru till hertig Azzo (sopran)
- Ugo, Parisinas älskare (tenor)
- Hertig Azzo (baryton)
- Ernesto, hertig Azzos minister (bas)
- Imelda, Parisinas kammarjungfru (mezzosopran)
- Riddare, tjänare, gondoljärer, hovmän, soldater (kör)

## Handling
Parisina har varit trolovad med Ugo men blivit bortgift med hans fosterfar, hertigen av Ferrara. De unga kan inte dölja att de alltjämt älskar varandra och försöker fly men Ugo blir dödad och Parisina dör av sorg.